# Ernestina (Brasilien)
Ernestina, amtlich portugiesisch Município de Ernestina, ist eine kleine brasilianische Gemeinde im Bundesstaat Rio Grande do Sul. Auf einer Fläche von  rund 238,6 km² lebten, geschätzt zum 1. Juli 2021, 3171 Menschen, die Ernestinenser genannt werden.

## Namensherkunft
1900 stiftete der Großgrundbesitzer Ernesto Carneiro da Fontoura Land zur Gründung der Gemeinde, die später Ernestina benannt wurde.

## Geographie
Die Gemeinde liegt in 493 Metern Höhe im südlichen Teil des brasilianischen Berglandes. Die Entfernung zur Hauptstadt Porto Alegre beträgt 256 km. Sie ist über die Landesstraße RSC-153 erreichbar.
Umliegende Gemeinden sind Passo Fundo, Nicolau Vergueiro, Tio Hugo, Victor Graeff und Santo Antônio do Planalto.
Das Biom besteht aus Mata Atlântica und Pampa.

### Hydrographie
Die östliche Gemeindegrenze bildet der Rio Jacuí, der mit dem Wasserkraftwerk Usina Hidrelétrica Ernestina und einer Talsperre einen Stausee bildet (Repressa Ernestina).

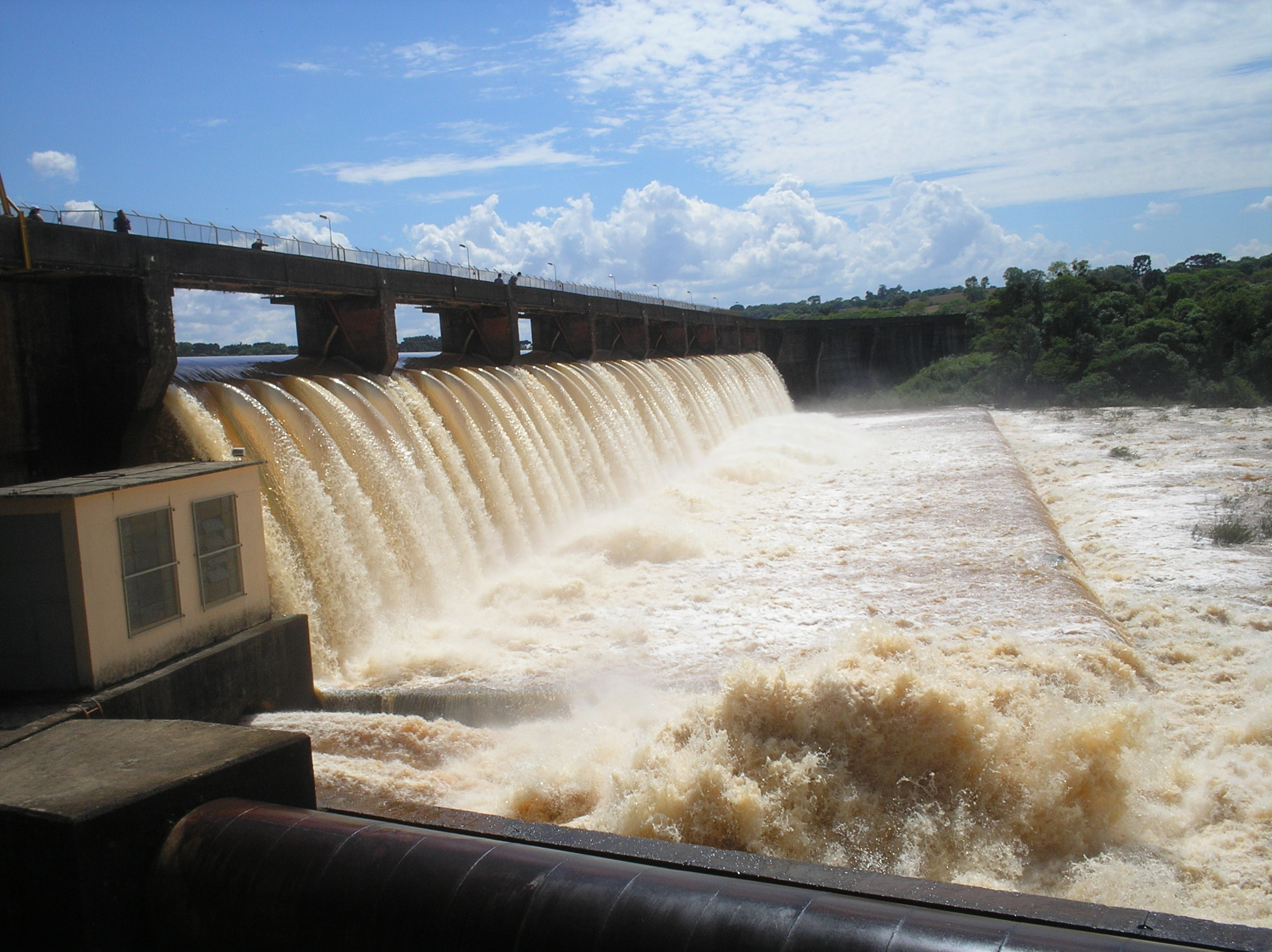
Staudamm Ernestina

## Geschichte
Im Jahr 1988 wurde die Gemeinde selbständig.

## Kommunalpolitik
Bei der Kommunalwahl 2020 wurde Renato Becker von den Progressistas (PP) für die Amtszeit von 2021 bis 2024 zum Stadtpräfekten (Bürgermeister) gewählt.

## Wirtschaft und Entwicklungsindex
Der Index der menschlichen Entwicklung beträgt 0,716.
Die Gemeinde hat Tourismuspotential durch einen an der Ostgrenze gelegenen Stausee.